# Hiéroglyphe égyptien A56
Le hiéroglyphe égyptien A56 (homme assis tenant un bâton), n'est pas classifié dans la liste de Gardiner originale ; il est noté A56.

## Représentation
Il représente un homme accroupi, en génuflexion bras droit levé en équerre et bras gauche tenant un bâton reposant sur son épaule gauche.

## Utilisation
| wA | A | t | w | A56 · Z2 |

| wA | A | t | w | A56 · Z2 |